# Elezioni presidenziali in Polonia del 2000
Le elezioni presidenziali in Polonia del 2000 si tennero l'8 ottobre; videro la vittoria del Presidente uscente Aleksander Kwaśniewski, che si riconfermò al primo turno col 53,9% dei voti.

## Risultati
| Aleksander Kwaśniewski | Alleanza della Sinistra Democratica | 9 485 224  | 53,90 |  |  |  |  |  |
| Andrzej Olechowski     | Indipendente                        | 3 044 141  | 17,30 |  |  |  |  |  |
| Marian Krzaklewski     | Azione Elettorale Solidarność       | 2 739 621  | 15,57 |  |  |  |  |  |
| Jarosław Kalinowski    | Partito Popolare Polacco            | 1 047 949  | 5,95  |  |  |  |  |  |
| Andrzej Lepper         | Autodifesa della Repubblica Polacca | 537 570    | 3,05  |  |  |  |  |  |
| Janusz Korwin-Mikke    | Unione per la Politica Reale        | 252 499    | 1,43  |  |  |  |  |  |
| Lech Wałęsa            | Democrazia Cristiana                | 178 590    | 1,01  |  |  |  |  |  |
| Jan Łopuszański        | Accordo Polacco                     | 139 682    | 0,79  |  |  |  |  |  |
| Dariusz Grabowski      | Coalizione per la Polonia           | 89 002     | 0,51  |  |  |  |  |  |
| Piotr Ikonowicz        | Partito Socialista Polacco          | 38 672     | 0,22  |  |  |  |  |  |
| Tadeusz Wilecki        | Indipendente                        | 28 805     | 0,16  |  |  |  |  |  |
| Bogdan Pawłowski       | Indipendente                        | 17 164     | 0,10  |  |  |  |  |  |
| Totale                 | Totale                              | 17 598 919 | 100   |  |  |  |  |  |
|                        |                                     |            |       |  |  |  |  |  |
| Voti non validi        | Voti non validi                     | 190 312    | 1,07  |  |  |  |  |  |
| Votanti                | Votanti                             | 17 789 231 |       |  |  |  |  |  |